# لینکلن (ماساچوست)
لینکلن (به انگلیسی: Lincoln) شهرکی در شهرستان میدلسکس ایالت ماساچوست می‌باشد که در سال ۱۷۵۴ بنیان‌گذاری شده‌است. این شهرک در سرشماری سال ۲۰۱۰ میلادی، ۶٬۳۶۲ نفر جمعیت داشته‌است.